# Liste der Kulturdenkmäler in Heuchelheim bei Frankenthal
In der Liste der Kulturdenkmäler in Heuchelheim bei Frankenthal sind alle Kulturdenkmäler der rheinland-pfälzischen Ortsgemeinde Heuchelheim bei Frankenthal aufgeführt. Grundlage ist die Denkmalliste des Landes Rheinland-Pfalz (Stand: 18. Juli 2022).

## Denkmalzonen
| Bezeichnung                    | Lage                                  | Baujahr | Beschreibung                                                | Bild                           |
| ------------------------------ | ------------------------------------- | ------- | ----------------------------------------------------------- | ------------------------------ |
| Denkmalzone Jüdischer Friedhof | nördlich des Ortes; Flur Im Ring Lage | 1825    | 1825 angelegtes, eingefriedetes Areal; zahlreiche Grabmäler | weitere Bilder Fotos hochladen |

## Einzeldenkmäler
| Bezeichnung                | Lage                                           | Baujahr                     | Beschreibung | Bild                           |
| -------------------------- | ---------------------------------------------- | --------------------------- | --- | ------------------------------ |
| Burg Heuchelheim           | Am Schloß 2 Lage                               | 18. Jahrhundert             | ehemalige Burg Heuchelheim; Einfirstanlage, eingeschossiger Krüppelwalmdachbau, 18. Jahrhundert, mit älteren Teilen | Fotos hochladen                |
| Protestantisches Pfarrhaus | Breite Straße 3 Lage                           | 1788                        | ehemaliges protestantisches Pfarrhaus, stattlicher spätbarocker Krüppelwalmdachbau, 1788 | Fotos hochladen                |
| Torfahrt                   | Breite Straße, zu Nr. 14 Lage                  | 1766                        | barocke Torfahrt, bezeichnet 1766 | Fotos hochladen                |
| Torfahrt                   | Breite Straße, zu Nr. 16 Lage                  | 1728                        | barocke Torfahrt, bezeichnet 1728 | Fotos hochladen                |
| Kriegerdenkmal und Grabmal | Großniedesheimer Straße, auf dem Friedhof Lage | ab 1904                     | Friedhof 1904 angelegt, 1964 erweitert; - Kriegerdenkmal 1914/18, Muschelkalk, 1928 von Blümling, Frankenthal, nach 1945 ergänzt; - Grabmal F. Müller († 1904), monumentaler Eichbaumstumpf, Gelbsandstein | Fotos hochladen                |
| Toranlage                  | Hauptstraße, zu Nr. 1 Lage                     | 1742                        | Toranlage, bezeichnet 1742 | Fotos hochladen                |
| Wohnhaus                   | Hauptstraße 7 Lage                             | 1731                        | barockes Wohnhaus, 1731 | BW                             |
| Rat- und Schulhaus         | Hauptstraße 9 Lage                             | 1821                        | ehemaliges Rathaus und zweites Schulhaus, sandsteingegliederter Putzbau, 1821, Aufstockung 1855, Uhrturm; ortsbildprägend | Fotos hochladen                |
| Brunnen                    | Hauptstraße, bei Nr. 9 Lage                    | um 1900                     | gusseiserner Neurenaissancebrunnen, um 1900 | Fotos hochladen                |
| Wohnhaus                   | Karolinenstraße 6 Lage                         | 1758                        | barockes Wohnhaus, Krüppelwalmdach; Torfahrt bezeichnet 1758 | Fotos hochladen                |
| Protestantische Kirche     | Kirchenstraße 10 Lage                          | Anfang des 12. Jahrhunderts | Saalbau, im Kern vom Anfang des 12. Jahrhunderts, Erweiterung wohl im 14. Jahrhundert, Umbau (Erhöhung?) 1556, Schiff 1738 überformt; im Turm von 1738: Epitaph der Agatha Helmstat, geb. Eckbrecht von Dürkheim († 1605); mit Ausstattung; am Außenbau Bauinschrift von 1566, Grabplatte aus dem 12. oder 13. Jahrhundert | weitere Bilder Fotos hochladen |